# Serenata n. 7 (Mozart)
La Serenata per orchestra n. 7 in Re maggiore K 250 (Serenata Haffner), è una serenata di Wolfgang Amadeus Mozart che prende il nome dalla famiglia Haffner. L'amico di Mozart, Sigmund Haffner il Giovane, commissionò la composizione per i festeggiamenti del matrimonio di sua sorella Marie Elisabeth Haffner con il suo promesso sposo Franz Xaver Spaeth. La serenata fu suonata per la prima volta il 21 luglio 1776, alla vigilia delle nozze.

## Struttura
La struttura della serenata é composta da otto movimenti:
1. Allegro maestoso, - Allegro molto
2. Andante
3. Minuetto I, Trio
4. Rondò. Allegro
5. Minuetto II Galante, Trio
6. Andante
7. Minuetto III, Trio
8. Adagio. Allegro assai

Il secondo, il terzo e il quarto movimento sono caratterizzati da importanti assoli di violino. Per il secondo movimento, Andante, è previsto un violino solista ed è stato scritto da Mozart come un vero tempo di concerto per violino. Anche nel Rondò importanti momenti solistici vengono alternati al pieno dell'orchestra. Il compositore scrisse espressamente la Marcia K. 249 per la cerimonia; venne eseguita all'inizio e alla fine della Serenata dai musicisti che camminavano mentre  raggiungevano il luogo dedicato al concerto.

## Organico
Due oboi (o due flauti), due fagotti, due corni, due trombe, archi